# Науседа, Раймондас Альфонсович
Раймо́ндас Альфо́нсович Наусе́да (15 ноября 1957, Таураге — 1993) — советский и литовский футболист.

## Биография
В советское время играл в соревнованиях команд мастеров за команду «Атлантас» Клайпеда. Вместе с ней Науседа выступал во Второй советской лиге. Через несколько лет он вернулся в команду, которая уже называлась «Гранитас». Последнее советское первенство в 1991 году полузащитник провел в кинешемском «Волжанине».
Также выступал на любительском уровне в чемпионате Литовской ССР. В 1978 году в составе каунасского «Атлетаса» стал лучшим бомбардиром чемпионата республики с 13 мячами, а в 1984 году в составе «Гранитаса» из Клайпеды и в 1987 году в составе «Таураса» Таураге становился чемпионом Литовской ССР.
В сезоне 1991/1992 Науседа выступал в Высшей лиге Литвы за «Гранитас». Всего в турнире хавбек провел 14 игр и забил 3 мяча.